# حكومة مظهر رسلان الثانية
حكومة مظهر رسلان الثانية، هي الحكومة الخامسة في عهد إمارة شرق الأردن، تشكلت بتاريخ 1 فبراير 1923 (بعد أن قدم علي رضا الركابي استقالة وزارته في 28 كانون الثاني 1923) واستمرت في عملها حتى 1 سبتمبر 1923، حيث تم تكليف مظهر رسلان بتشكيلها وضمت 5 اشخاص (جميعهم من الحكومة السابقة التي ضمت 7 اشخاص). أبرز الاحداث في هذه الحكومة كان الاعتراف الرسمي البريطاني باستقلال إمارة شرق الأردن.

## أعضاء الحكومة
| الرقم | الإسم                | المهام الوزارية | ملاحظات |
| ----- | -------------------- | --------------- | ------- |
| 1     | مظهر رسلان           | رئيس المستشارين |         |
| 2     | الامير شاكر بن زيد   | نائب العشائر    |         |
| 3     | الشيخ سعيد الكرمي    | قاضي القضاة     |         |
| 4     | أحمد حلمي عبد الباقي | مستشار المالية  |         |
| 5     | إبراهيم هاشم         | مستشار القضاء   |         |

## أهم الأحداث
- تم في عهد هذه الوزارة إعلان اعتراف الحكومة البريطانية رسميا باستقلال الإمارة الأردنية وذلك يوم 25 أيار 1923 والذي أصبح منذ ذلك التاريخ (يوم الاستقلال) .
- أنشئ مجلس الشورى برئاسة قاضى القضاة بتاريخ 1 نيسان 1922 أستبدل (اسم مجلس المستشارين) باسم (مجلس الوكلاء) بتاريخ 29 أيار 1922.
- أعيد تنظيم «المناطق الادارية بحيث أصبحت الامارة تتألف من 6 مقاطعات هي : عمان، الكرك، مادبا، السلط، جرش، واربد.
- في 17 تموز 1923 تم تأليف المجمع العلمي لإحياء الأثار القومية ورفع منار المعارف العربية وعين الشيخ سعيد الكرمي رئيسًا له.
- وقعت في أوائل شهر أيلول 1922 اضطرابات داخلية تزعمها شيخ القبيلة (العدوان) فقدم مظهر رسلان اسستقالته لكي يفسح المجال لتشكيل وزارة جديدة تعمل على توطيد الأمن في البلاد.